# Olsynium obscurum
Olsynium obscurum là một loài thực vật có hoa trong họ Diên vĩ. Loài này được (Cav.) Goldblatt miêu tả khoa học đầu tiên năm 1990.